# Фудбалска репрезентација Џибутија
Фудбалска репрезентација Џибутија (фр. Équipe de Djibouti de football; сом. Xulka Qaranka Jabuuti; арап. منتخب جيبوتي لكرة القدم) национални је фудбалски тим који на међународној фудбалској сцени представља афричку државу Џибути. Делује под ингеренцијом Фудбалског савеза Џибутија који је основан 1979, а з пуноправном чланству ФИФА и КАФ је тек од 1994. године.
Репрезентација је позната под надимком Riverains de la Mer Rouge (Приморци са Црвеног мора), националне боје су зелена, бела и плава, а своје домаће утакмице тим игра на Стадиону Хасан Аптидон у граду Џибутију капацитета око 10.000 места. ФИФА кôд земље је DJI. Најбољи пласман на ФИФа ранг листи репрезентација Џибутија остварила је у децембру 1994. када је заузимала 169. место, док је најлошији пласман имала у априлу 2015. (први пут) када је заузимала 207. место.
Репрезентација је редован учесник квалификација за светска првенства и Афрички куп нација, иако се у досадашњој историји никада нису пласирали на завршни турнир неког од тих такмичења. Џибути је једна од ретких репрезентација која никада није победила ни у једној званичној утакмици која је играна под окриљем ФИФА.

## Историјат
Фудбалери из Џибутија су прву међународну утакмицу, под именом Француски Сомалиланд, одиграли 5. децембра 1947. против суседне Етиопије у Адис Абеби. Етиопији, која је добила тај сусрет убедљиво са 5:0, је то такође била прва међународна утакмица. Пола године касније одиграна је још једна утакмица истих ривала, овај пут у граду Џибутију, а Етиопљани су поново славили, овај пут резултатом 1:2. У наредних неколико година репрезентација је одиграла тек неколико утакмица са Етиопијом, а потом је уследила пауза до 1960. када је тим Француског Сомалиланда по последњи пут под тим именом учествовао на турниру франкофоних земаља на Мадагаскару.
Фудбалски савез Џибутија основан је 1979, две године након што је земља стекла независност од Француске, а прву утакмицу под садашњим именом одиграли су тек 27. марта 1983, поново у Етиопији, и поново је домаћин убедљиво славио, овај пут резултатом 8:1. Национални фудбалски савез у пуноправно чланство ФИФА и КАФ улази тек 1994. године, а на највећим такмичењима дебитују у квалификацијама за Афрички куп нација 2000. где су поражени већ у прелиминарној рунди од Кеније укупним резултатом 1:12.
Године 1998. ФС Џибутија постаје пуноправним чланом Арапске фудбалске асоцијације и од тада учествује у квалификацијама за Панарапске игре.

## Резултати на светским првенствима
| ФИФА светско првенство | ФИФА светско првенство               | ФИФА светско првенство               | ФИФА светско првенство               | ФИФА светско првенство               | ФИФА светско првенство               | ФИФА светско првенство               | ФИФА светско првенство               | ФИФА светско првенство               |                                      | Квалификације за светска првенства   | Квалификације за светска првенства   | Квалификације за светска првенства   | Квалификације за светска првенства   | Квалификације за светска првенства   | Квалификације за светска првенства |
| Година                 | Коло                                 | Пласман                              | Ут                                   | П                                    | Н                                    | И                                    | Гол+                                 | Гол-                                 | Ут                                   | П                                    | Н                                    | И                                    | Гол+                                 | Гол-                                 |                                    |
| ---------------------- | ------------------------------------ | ------------------------------------ | ------------------------------------ | ------------------------------------ | ------------------------------------ | ------------------------------------ | ------------------------------------ | ------------------------------------ | ------------------------------------ | ------------------------------------ | ------------------------------------ | ------------------------------------ | ------------------------------------ | ------------------------------------ | ---------------------------------- |
| 1930−1974.             | Нису учествовали, колонија Француске | Нису учествовали, колонија Француске | Нису учествовали, колонија Француске | Нису учествовали, колонија Француске | Нису учествовали, колонија Француске | Нису учествовали, колонија Француске | Нису учествовали, колонија Француске | Нису учествовали, колонија Француске | Нису учествовали, колонија Француске | Нису учествовали, колонија Француске | Нису учествовали, колонија Француске | Нису учествовали, колонија Француске | Нису учествовали, колонија Француске | Нису учествовали, колонија Француске |                                    |
| 1978−1998.             | Нису учествовали                     | Нису учествовали                     | Нису учествовали                     | Нису учествовали                     | Нису учествовали                     | Нису учествовали                     | Нису учествовали                     | Нису учествовали                     | Нису учествовали                     | Нису учествовали                     | Нису учествовали                     | Нису учествовали                     | Нису учествовали                     | Нису учествовали                     |                                    |
| 2002.                  | Нису се квалификовали                | Нису се квалификовали                | Нису се квалификовали                | Нису се квалификовали                | Нису се квалификовали                | Нису се квалификовали                | Нису се квалификовали                | Нису се квалификовали                | 2                                    | 0                                    | 1                                    | 1                                    | 2                                    | 10                                   |                                    |
| 2006.                  | Нису учествовали                     | Нису учествовали                     | Нису учествовали                     | Нису учествовали                     | Нису учествовали                     | Нису учествовали                     | Нису учествовали                     | Нису учествовали                     | Нису учествовали                     | Нису учествовали                     | Нису учествовали                     | Нису учествовали                     | Нису учествовали                     | Нису учествовали                     |                                    |
| 2010.                  | Нису се квалификовали                | Нису се квалификовали                | Нису се квалификовали                | Нису се квалификовали                | Нису се квалификовали                | Нису се квалификовали                | Нису се квалификовали                | Нису се квалификовали                | 7                                    | 1                                    | 0                                    | 6                                    | 3                                    | 30                                   |                                    |
| 2014.                  | Нису се квалификовали                | Нису се квалификовали                | Нису се квалификовали                | Нису се квалификовали                | Нису се квалификовали                | Нису се квалификовали                | Нису се квалификовали                | Нису се квалификовали                | 2                                    | 0                                    | 0                                    | 2                                    | 0                                    | 8                                    |                                    |
| 2018.                  | Нису се квалификовали                | Нису се квалификовали                | Нису се квалификовали                | Нису се квалификовали                | Нису се квалификовали                | Нису се квалификовали                | Нису се квалификовали                | Нису се квалификовали                | 2                                    | 0                                    | 0                                    | 2                                    | 1                                    | 8                                    |                                    |
| 2022.                  | Биће одлучено                        | Биће одлучено                        | Биће одлучено                        | Биће одлучено                        | Биће одлучено                        | Биће одлучено                        | Биће одлучено                        | Биће одлучено                        | Биће одлучено                        | Биће одлучено                        | Биће одлучено                        | Биће одлучено                        | Биће одлучено                        | Биће одлучено                        |                                    |
| 2026.                  | Биће одлучено                        | Биће одлучено                        | Биће одлучено                        | Биће одлучено                        | Биће одлучено                        | Биће одлучено                        | Биће одлучено                        | Биће одлучено                        | Биће одлучено                        | Биће одлучено                        | Биће одлучено                        | Биће одлучено                        | Биће одлучено                        | Биће одлучено                        |                                    |
| Укупно                 |                                      | 0/21                                 |                                      |                                      |                                      |                                      |                                      |                                      | 13                                   | 1                                    | 1                                    | 11                                   | 6                                    | 56                                   |                                    |

## Афрички куп нација
| Успеси на Афричком купу нација | Успеси на Афричком купу нација | Успеси на Афричком купу нација | Успеси на Афричком купу нација | Успеси на Афричком купу нација | Успеси на Афричком купу нација | Успеси на Афричком купу нација | Успеси на Афричком купу нација | Успеси на Афричком купу нација |
| Година                         | Коло                           | Пласман                        | Ут                             | П                              | Н                              | И                              | Гол+                           | Гол-                           |
| ------------------------------ | ------------------------------ | ------------------------------ | ------------------------------ | ------------------------------ | ------------------------------ | ------------------------------ | ------------------------------ | ------------------------------ |
| 1957−1976.                     | Нису учествовали               | Нису учествовали               | Нису учествовали               | Нису учествовали               | Нису учествовали               | Нису учествовали               | Нису учествовали               | Нису учествовали               |
| 1978−1998.                     | Нису учествовали               | Нису учествовали               | Нису учествовали               | Нису учествовали               | Нису учествовали               | Нису учествовали               | Нису учествовали               | Нису учествовали               |
| 2000.                          | Нису се квалификовали          | Нису се квалификовали          | Нису се квалификовали          | Нису се квалификовали          | Нису се квалификовали          | Нису се квалификовали          | Нису се квалификовали          | Нису се квалификовали          |
| 2002.                          | Нису се квалификовали          | Нису се квалификовали          | Нису се квалификовали          | Нису се квалификовали          | Нису се квалификовали          | Нису се квалификовали          | Нису се квалификовали          | Нису се квалификовали          |
| 2004.                          | Одустали од такмичења          | Одустали од такмичења          | Одустали од такмичења          | Одустали од такмичења          | Одустали од такмичења          | Одустали од такмичења          | Одустали од такмичења          | Одустали од такмичења          |
| 2006.                          | Нису се квалификовали          | Нису се квалификовали          | Нису се квалификовали          | Нису се квалификовали          | Нису се квалификовали          | Нису се квалификовали          | Нису се квалификовали          | Нису се квалификовали          |
| 2008.                          | Одустали од такмичења          | Одустали од такмичења          | Одустали од такмичења          | Одустали од такмичења          | Одустали од такмичења          | Одустали од такмичења          | Одустали од такмичења          | Одустали од такмичења          |
| 2010.                          | Нису се квалификовали          | Нису се квалификовали          | Нису се квалификовали          | Нису се квалификовали          | Нису се квалификовали          | Нису се квалификовали          | Нису се квалификовали          | Нису се квалификовали          |
| 2012.                          | Нису учествовали               | Нису учествовали               | Нису учествовали               | Нису учествовали               | Нису учествовали               | Нису учествовали               | Нису учествовали               | Нису учествовали               |
| 2013.                          | Нису учествовали               | Нису учествовали               | Нису учествовали               | Нису учествовали               | Нису учествовали               | Нису учествовали               | Нису учествовали               | Нису учествовали               |
| 2015.                          | Нису учествовали               | Нису учествовали               | Нису учествовали               | Нису учествовали               | Нису учествовали               | Нису учествовали               | Нису учествовали               | Нису учествовали               |
| 2017.                          | Нису се квалификовали          | Нису се квалификовали          | Нису се квалификовали          | Нису се квалификовали          | Нису се квалификовали          | Нису се квалификовали          | Нису се квалификовали          | Нису се квалификовали          |
| 2019.                          | Нису се квалификовали          | Нису се квалификовали          | Нису се квалификовали          | Нису се квалификовали          | Нису се квалификовали          | Нису се квалификовали          | Нису се квалификовали          | Нису се квалификовали          |
| 2021.                          | Будући догађај                 | Будући догађај                 | Будући догађај                 | Будући догађај                 | Будући догађај                 | Будући догађај                 | Будући догађај                 | Будући догађај                 |
| 2023.                          | Будући догађај                 | Будући догађај                 | Будући догађај                 | Будући догађај                 | Будући догађај                 | Будући догађај                 | Будући догађај                 | Будући догађај                 |
| Укупно                         | Групна фаза                    | 0/31                           | 0                              | 0                              | 0                              | 0                              | 0                              | 0                              |